# Rosa sogdiana
Rosa sogdiana es una especie de planta del género Rosa, de la familia Rosaceae.

## Taxonomía
Rosa sogdiana fue descrita por Tkatsch. en 1982.

## Distribución
Se encuentra en el territorio de Tayikistán.